# 7809 Marcialangton
7809 Marcialangton este o planetă minoră (asteroid), cu un diametru de 4,251 km, din centura de asteroizi. A fost descoperită pe 25 iunie 1979 la Observatorul Siding Spring de Eleanor F. Helin și a fost numită după Marcia Langton⁠(d). 
Obiectul prezintă o orbită caracterizată de o semiaxă mare de 2,3471341 UAi, o excentricitate de 0,12, o înclinație de 6,30874 ° în raport cu ecliptica.